# Bruno Wolff
Bruno Wolff (* 26. März 1870 in Berlin; † 10. November 1918 in Rostock) war ein deutscher Gynäkologe und Pathologe. Als Kriegsteilnehmer und jüdischer Monarchist starb er am Tag nach der Ausrufung der deutschen Republik.

## Leben
Am Friedrichswerderschen Gymnasium bestand Bruno Wolff 1889 das Abitur. Anschließend studierte er an der Albert-Ludwigs-Universität Freiburg, der Friedrich-Wilhelms-Universität zu Berlin und der Julius-Maximilians-Universität Würzburg Medizin. Er bestand 1894 in Berlin das medizinische Staatsexamen und wurde dort zum Dr. med. promoviert.  Nach der Approbation war er Assistent am pathologisch-anatomischen Institut von Frankfurt am Main.

### Gynäkologie in Berlin
Nach zwei Jahren als Volontärassistent an der Charité und in Leipzig durchlief er ab 1897 bei Adolf Gusserow an der Charité die Fachausbildung in Gynäkologie. Trotz mangelhafter Ausbildung und versagter Habilitation dort geblieben zu sein, hielt er im Rückblick für einen Fehler aus eigener Schwäche. In Berlin und Charlottenburg war er von 1902 bis 1911 Spezialarzt für Geburtshilfe und Frauenkrankheiten. Er leitete die gynäkologische Poliklinik der jüdischen Gemeinde und wurde 1910 zum dirigierenden Arzt der geburtshilflich-gynäkologischen Abteilung vom Krankenhaus der jüdischen Gemeinde gewählt.

### Pathologie in Rostock
Wohl durch Ernst Schwalbe vermittelt, wagte er 1911 – mit immerhin 41 Jahren – einen Fachwechsel und Neuanfang. In der Rostocker Pathologie war er zunächst Hilfsassistent und ab 1912 Assistent. 1913 habilitierte er sich für Pathologie. Nach zwei Jahren als Privatdozent wurde er am 28. Februar 1915 zum Professor ernannt. Er starb infolge einer Sepsis, die er sich wegen eines defekten Gummihandschuhs bei einer Obduktion zugezogen hatte. Sein Chef Schwalbe schrieb einen Nachruf, der 50 Publikationen Wolffs aufführt. Seine postum erschienene Arbeit über die biologische Bedeutung der Schwangerschaft ist eine Referenz an Die Metamorphose der Pflanzen von Goethe.

## Familie
Wolffs Vater war Julius Wolff, ein Pionier der orthopädischen Chirurgie. Seine Mutter Anna geb. Weigert war eine Schwester des Pathologen Carl Weigert und eine Cousine des Bakteriologen Paul Ehrlich.
Verheiratet war Bruno Wolff mit Katherina Pinner Wolff, einer Tochter des Chemikers Adolf Pinner. Am 3. Juni 1877 in Berlin zur Welt gekommen, überlebte sie ihren Mann um 42 Jahre. Sie starb am 16. Juni 1960 in Freiburg. Aus der Ehe ging der Rechtshistoriker Hans Julius Wolff hervor.

## Deutsch sein
Wolff verehrte Wilhelm II. In sechs Tagebüchern schildert er seine Erlebnisse im Ersten Weltkrieg. Nachträglich stellte er 1917 den Prolog voran:

„Deutsch sein, heißt wahr sein, treu sein, gerecht sein, pflichtbewußt sein und tapfer; Deutsch sein, heißt Achtung
haben vor allem Heiligen, Edlen und Großen, was Menschenherzen bewegt; Deutsch sein, heißt schöpfen aus der Tiefe des Gemütes und aus der Klarheit des Denkens. Deutsch sein, heißt frei sein von Zynismus und Frivolität, von Chauvinisnus und Intriguen [sic]. Die Sprache vermag nur wiederzugeben, was der Volksseele verständlich ist. Für Zynismus, Frivolität, Chauvinismus und Intriguen besitzen wir nur Fremdwörter“

## Werke
- Die biologische Bedeutung der Schwangerschaft in der Phylogenese und ihre entwicklungsmechanische Bedeutung in der Ontogenese. Anatomische Hefte. 171/173 Heft, S. 356–401. Digitalisat

## Namensgleicher Kollege
Von 1874 bis 1941 lebte der ebenfalls aus Berlin stammende Frauenarzt Bruno Wolff.